# Furanylfentanyl
Furanylfentanyl (Fu-F) là thuốc giảm đau opioid tương tự như fentanyl và đã được bán dưới dạng thuốc có tính ma túy. Nó có giá trị ED50 là 0,02 mg / kg ở chuột. Điều này làm cho nó mạnh gấp khoảng 5 lần so với fentanyl.
Furanyl fentanyl có thể gây ra chết người khi sử dụng quá liều qua việc hít hoặc tiếp xúc ngoài da. Furanyl fentanyl gây ra các triệu chứng như khó thở, nôn mửa, đồng tử không phản ứng với ánh sáng mạnh, mất tỉnh táo. Sau khi được xác định có liên quan tới 128 trường hợp tử vong do sử dụng quá liều ở 5 tiểu bang của Mỹ từ 2015-2016, furanyl fentanyl đã bị Cơ quan Bài trừ Ma túy Hoa Kỳ đưa trong Danh sách I những chất cần kiểm soát. Danh sách I thường gồm các loại ma túy có mức độ gây nghiện cao nhất.

## Tác dụng phụ
Tác dụng phụ của các chất tương tự fentanyl tương tự như của fentanyl, bao gồm ngứa, buồn nôn và trầm cảm hô hấp tiềm ẩn nghiêm trọng, có thể gây nguy hiểm đến tính mạng. Fentanyl tương tự đã giết chết hàng trăm người trên khắp châu Âu và các nước cộng hòa thuộc Liên Xô cũ kể từ khi cuộc nổi dậy gần đây nhất được sử dụng bắt đầu ở Estonia vào đầu những năm 2000 và các dẫn xuất mới vẫn tiếp tục xuất hiện. Các phản ứng phụ đe dọa đến mạng sống do sử dụng furanylfentanyl đã được ghi nhận ở Thụy Điển và Canada. Ít nhất bảy người chết ở Cook County, Illinois, đã được liên kết với furanylfentanyl vào năm 2016, với thêm vụ tử vong ở ngoại ô Chicago vào năm 2017.